# Nordstetten (Gunzenhausen)
Nordstetten is een plaats in de Duitse gemeente Gunzenhausen, deelstaat Beieren, en telt 100 inwoners.

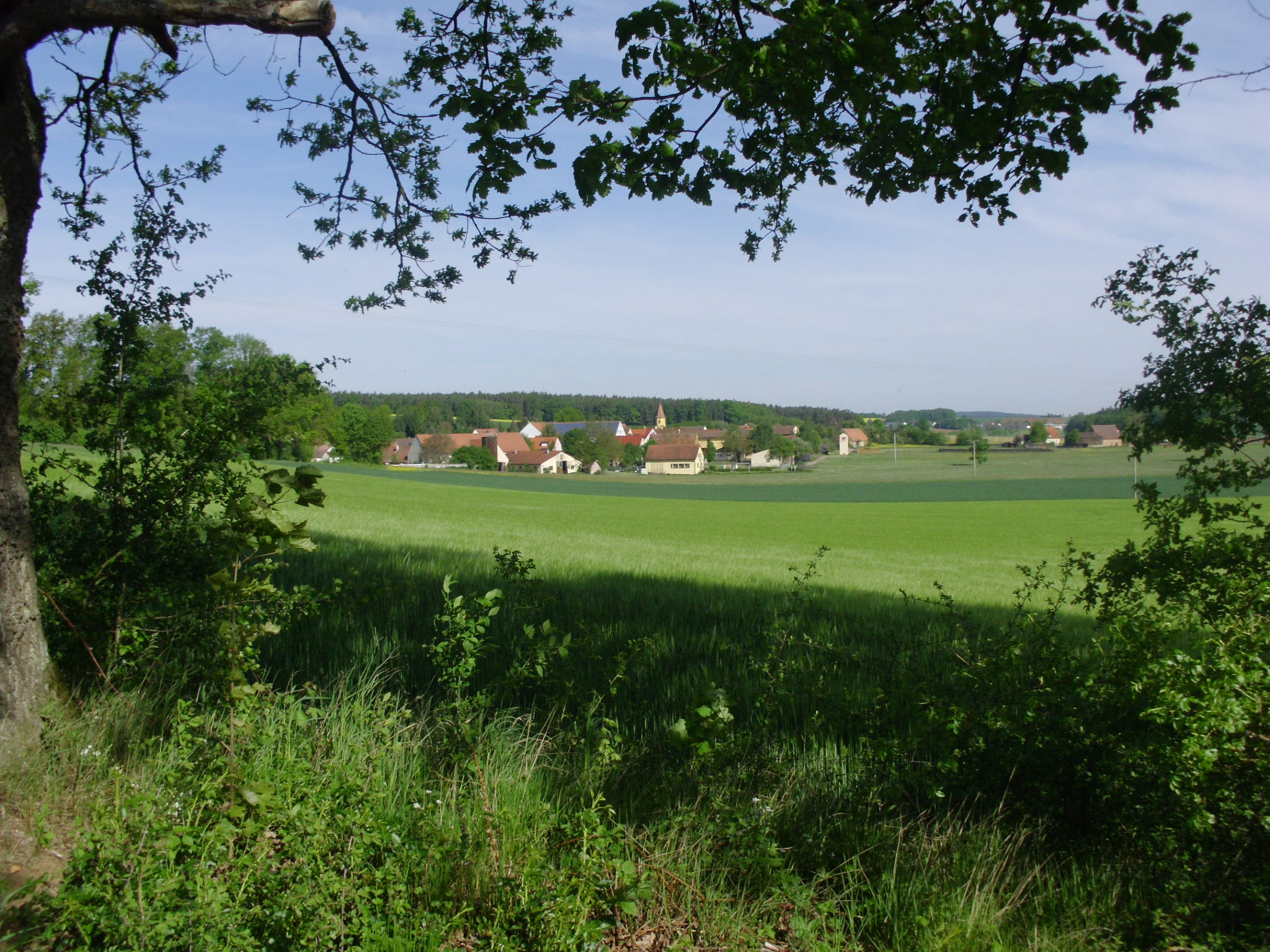
Nordstetten
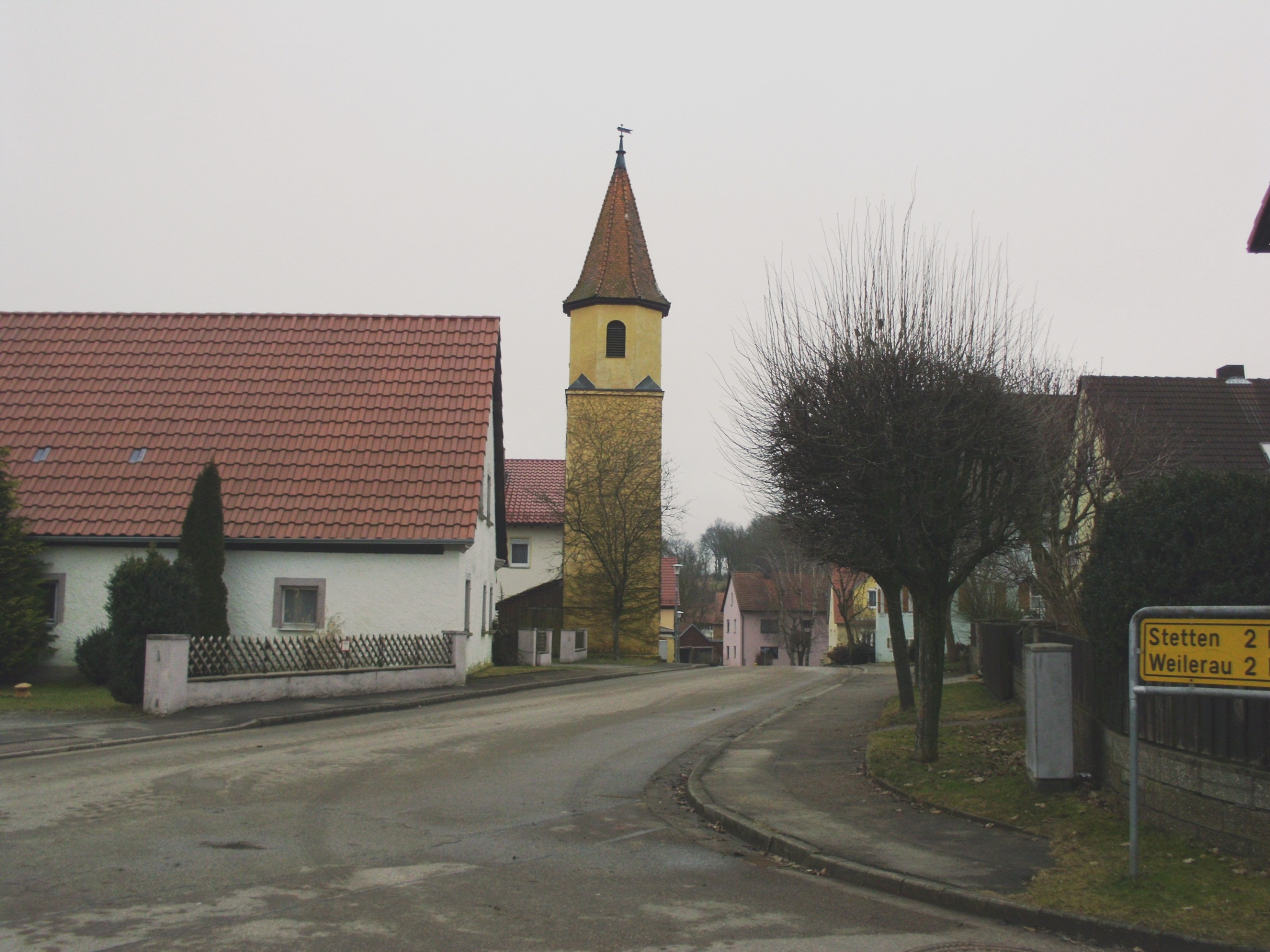
Kerk in Nordstetten